# Joan Peterson
Joan Peterson, död 1652 i London, var en engelsk kvinna som avrättades för häxeri. 
Hon var verksam som framgångsrik klok gumma i London. Hon anklagades för att ha hjälpt Anne Levingston att mörda Lady Mary Powell med hjälp av magi, sedan Levingston hade ärvt en förmögenhet av Powell. 
Hon tillhörde de sista personer som avrättades för häxeri i staden London. 
Trolldomsmål förekom dock vid Old Bailey i London länge till utan att de ledde till dödsfall, och de sista var och Jane Kent 1682 och Jane Dodson 1683, som båda slutade med frikännande. 
En pamflett utgavs om hennes fall i hennes samtid, The Witch of Wapping: the life and devilish practices of Joan Peterson, 1652.